# 竜頭の滝 (真庭市)
竜頭の滝（りゅうずのたき）は、岡山県真庭市仲間にある滝。「龍頭の滝」と表記するものもある。落差13メートルの直瀑の滝で、この地を代表する滝のひとつに数えられている。
昔、旭川に棲んでいた巨大竜が、滝へ登る際に頭が見えていたということが名称の由来と伝えられている。別名「波切り不動滝」。

## 概要
真庭市中央部を流れる旭川支流の、大庭皿川（おおばさらがわ）に懸かる落差13メートルの直瀑の滝で、滝幅は3メートル。滝壷は5メートルと深い。滝の上には、この地方では珍しいイイギリ科のナンテンギリが生息している。
かつては地域の信仰の滝で、滝前には祭壇もあったが、現在は滝見道の途中で落石のため立入禁止となっている。また、大庭皿から竜頭の滝周辺は櫃ヶ山からの下山ルートになっていたが、現在は登山道の崩壊により竜頭の滝方面へは通り抜けができなくなっている。
岡山県の架空の村「鬼首村（おにこうべむら）」を舞台とする、横溝正史の推理小説『夜歩く』の中に描かれている、「竜王の滝」のモデルの滝と見なされている。

## アクセス
竜頭の滝への滝見道入口までのアクセスは以下のとおり。
- JR姫新線中国勝山駅より、原温泉・蒜山高原行き真庭市コミュニティバス「まにわくん♡」30系統（蒜山・久世ルート）25分、久納下車徒歩10分[3][注 3]。
- 米子自動車道湯原ICから車で10分[3]。

## 脚注

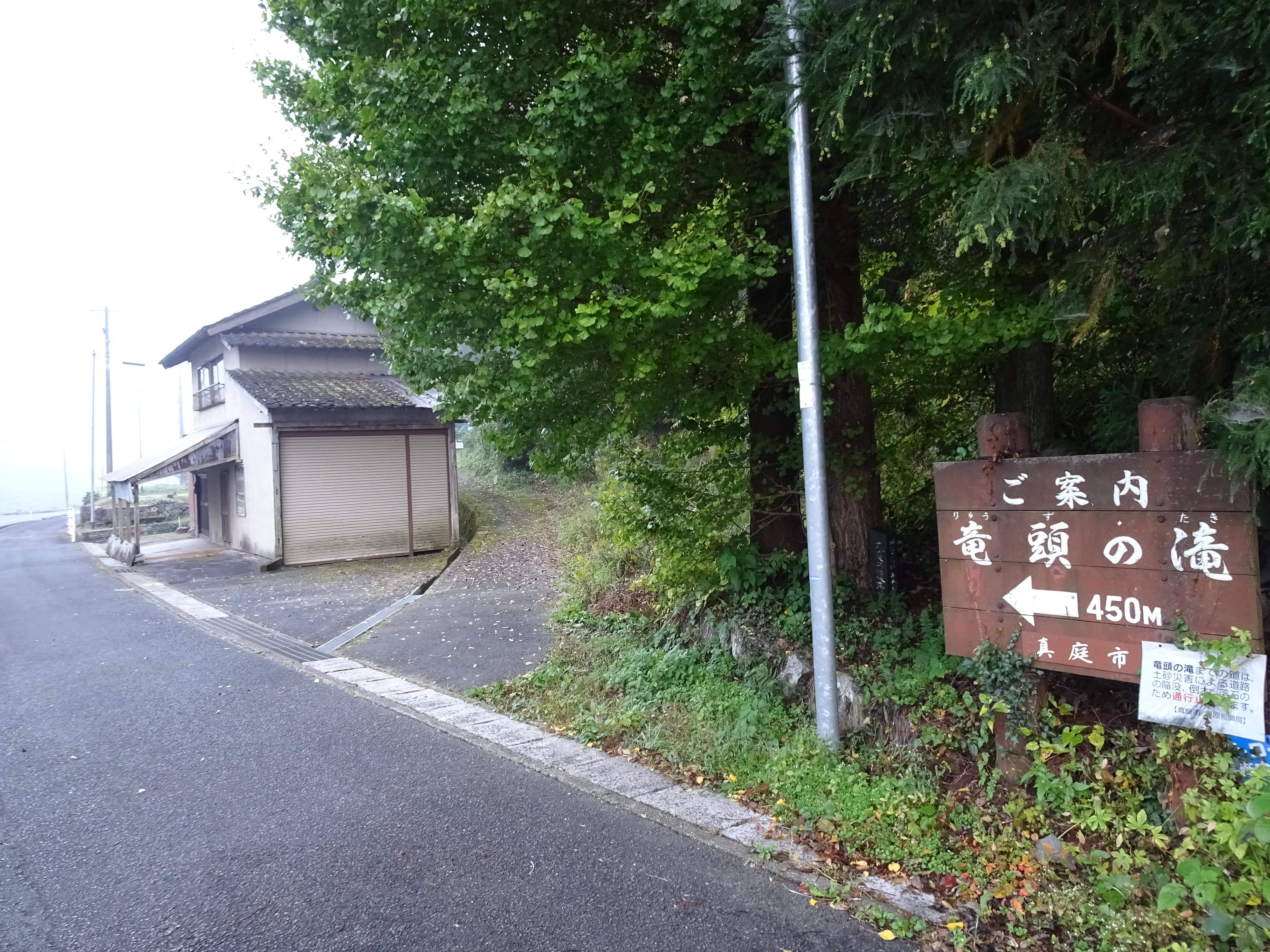
竜頭の滝への滝見道入口と案内板

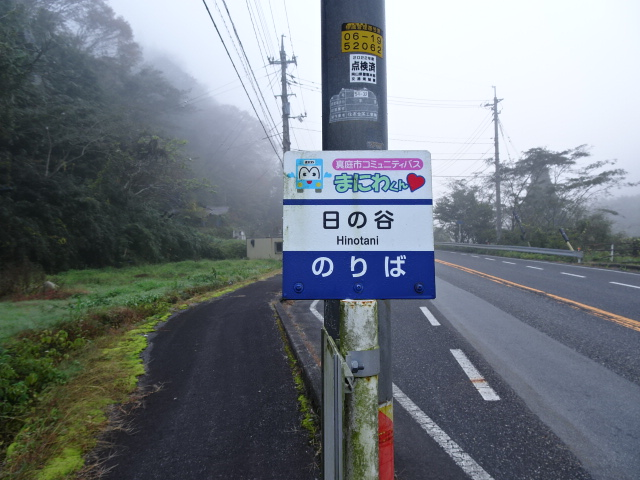
日の谷バス停

## 周辺情報
- 櫃ヶ山
- 湯原町
- 湯原温泉